# RC5 (protocole)
Pour les articles homonymes, voir RC5.

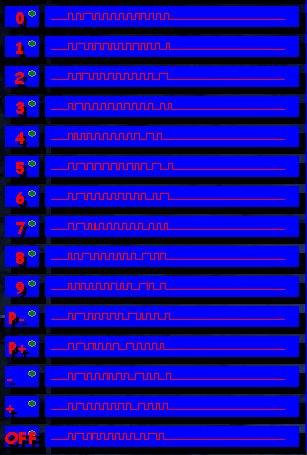
Exemple de trames RC5 à 36 kHz des touches d'une télécommande de télévision Philips.

Le protocole RC5 ou RC-5 est un des nombreux protocole de communication binaire utilisé par les télécommandes infrarouges des appareils électroniques et particulièrement dans les appareils électroniques audiovisuels.

## Caractéristiques
Mis au point par la multinationale Philips, est basé sur un codage Manchester émis sur une fréquence de 36 kHz en général.
Le code RC5 peut générer 2048 commandes différentes.
Ces commandes sont organisées en 32 groupes adressables de 64 commandes chacun.
La trame au format RC5 se compose d'un mot de données de 14 bits (16384 valeurs binaires possibles).
- 2 bits de départ (synchronisation de la réception infrarouge);
- 1 bit de basculement (change à chaque nouvel appui sur la touche considérée);
- 5 bits d'adressage du système (appareil concerné: tv, dvd...);
- 6 bits d'instruction (changement de chaîne, volume, veille...).

Chaque bit a une longueur de 1,778 ms, donc une trame RC5 dure en tout 14 x 1,778 = 24,892 ms.